# É Verdade ou É Mentira?
É Verdade ou É Mentira? foi um programa de televisão brasileiro, exibido semanalmente pela TV Bandeirantes a partir de 12 de março de 2007. Era apresentado pelo ator Flávio Galvão.

## O Programa
O formato lembra o do programa Acredite se Quiser, com a inclusão de matérias falsas, de modo a testar a capacidade do telespectador de diferenciá-las das verdadeiras.
O programa apresentava entre 10 e 15 histórias, algumas delas produzidas pela Band. Os vídeos eram curtos que tinham como objetivo aguçar a curiosidade do telespectador
O programa teve matérias produzidas na Inglaterra, Alemanha, Estados Unidos e no Brasil.

## Exibição
Estreou no dia 12 de março de 2007 como uma atração semanal, exibida toda segunda-feira às 22h. A partir de maio, foi transferida para as 23h. Saiu do ar no dia 9 de julho, em meio à cobertura dos Jogos Pan-Americanos de 2007, sem retornar ao ar após o fim do evento.